# David Hume
David Hume (Edinburgh, 7 mei 1711 (26 april volgens de juliaanse kalender) – aldaar, 25 augustus 1776) was een Schotse filosoof en geschiedschrijver uit de tijd van de Verlichting. Hij was een van de belangrijkste empiristische filosofen en zijn ideeën zijn van grote invloed geweest op Immanuel Kant.

## Biografie
David Hume groeide op in de buurt van Edinburgh (Schotland). Hij interesseerde zich voor niets anders dan filosofie en wetenschap, terwijl zijn familie wilde dat hij jurist werd.
Hij reisde veel door Europa; in Parijs woonde hij enige tijd, alwaar hij de Encyclopedisten leerde kennen. Op het eind van zijn leven ging hij weer in Edinburgh wonen. Zijn belangrijkste werk (A Treatise of Human Nature) bracht hij uit toen hij 28 jaar oud was en hij beweerde het idee voor dit boek al te hebben gehad toen hij 15 was.
Hume stond bekend als een aardige man. In 1765 haalde hij Jean-Jacques Rousseau naar Engeland. De twee denkers gingen met ruzie uit elkaar.

## Filosofie

### Motieven
Hume wilde allerlei gedachten en begrippen opruimen die bij de mensen waren blijven hangen sinds het rationalisme. Hij wilde terug naar de manier waarop een kind tegen de wereld kijkt. Een kind is nog geen slaaf van gewenning, zegt hij, in tegenstelling tot veel volwassenen die door hun bevooroordeeldheid maar al te snel een conclusie vormen. Hij klaagde met name de ‘gelaagdheid van de onwetendheid’ aan.  
In de inleiding van zijn hoofdwerk, A Treatise of Human Nature verklaart Hume dat we als redelijke wezens ook zelf het onderzoeksobject zijn van onze rede, en dat de menswetenschap de enige solide basis is voor elke overige wetenschap. Maar de kennis van die menswetenschap ligt in ervaring en waarneming; onderzoek naar de kracht en kwaliteit van de geest dient dus te gebeuren door middel van zorgvuldige, exacte experimenten. Want zo alleen kan men uiteindelijk te weten komen welke oorzaken aan de basis liggen van ons gedrag. Maar, zegt de sceptische Hume, elke hypothese die zich voordoet als een ultieme verklaring moet verworpen worden. Want enkel subjectieve ervaring kan aan de basis liggen van de verklaring van de mens. Die subjectieve ervaring doet de mens op middels zijn eigen, particuliere zintuigelijke waarnemingen van de wereld. Een dergelijke verklaring zal hoogstwaarschijnlijk nooit ultiem en universeel zijn.

### Distincties
In Humes filosofie staat een aantal onderscheidingen centraal. De meest centrale is de volgende. Hij stelt dat de mens twee verschillende soorten voorstellingen kent: indrukken en ideeën. Indrukken definieert hij als de voorstellingen die zich levendig voordoen en zich met grotere kracht aan de geest opdringen - hieronder plaatst Hume de sensaties, passies en gevoelens, in hun "eerste verschijning aan de ziel". Ideeën, anderzijds, zijn de eerder vage beelden, alles behalve wat de zintuigen waarnemen en wat men bij dit waarnemen voelt.
Zulke indrukken en ideeën kunnen zowel enkelvoudig als samengesteld zijn, stelt Hume. Bij een simpele indruk kan men de ervaring niet verder opdelen, zodat men bijvoorbeeld een kleur, geur of smaak specifiek denkt. Een complexe indruk kan bijvoorbeeld een appel zijn, waaraan een bepaalde kleur, geur en smaak eigen is. Indrukken en ideeën lijken overeen te komen. Bijvoorbeeld, als ik mijn ogen sluit, kan ik me een idee vormen van de kamer waarin ik me bevind, overeenkomstig met de impressies die ik opdoe wanneer ik mijn ogen terug opendoe. Complexe impressies worden echter nooit integraal in ideeën verwerkt. Anderzijds worden de complexe ideeën ook soms door de verbeelding gevormd, en zijn dus niet steeds afkomstig van impressies.
Hume noemt de verbeelding de faculteit van de geest waar men de indrukken aantreft, ontdaan van hun levendigheid, zodat ze hun status van impressie verliezen maar zonder idee te worden. Daarmee contrasteert hij het geheugen als de faculteit waar indruk en idee samenvallen, aangezien ideeën slechts uit het geheugen tevoorschijn komen door middel van een indruk (geen zintuiglijke indruk maar een indruk van een idee; dit noemt Hume overigens een secundaire indruk, wat op haar beurt weer aanleiding geeft tot een idee, en mogelijk tertiaire indruk wordt, en zo verder, tot in het oneindige).
Soms stelt de mens dus dingen samen die in werkelijkheid enkelvoudig zijn. Zo ontstaan valse ideeën, ideeën die niet bestaan in de natuur. Op deze manier wil Hume bij al onze ideeën onderzoeken of ze niet 'vals' zijn.
Ook legt Hume uit dat ons bewustzijn zelf geen ideeën verzint, het bewustzijn kan alleen 'knippen en plakken' aan de enkelvoudige indrukken die het binnen heeft gekregen.

### Persoonsidentiteit
Volgens Hume klopt onze voorstelling van een ik of een onveranderlijke persoonlijkheidskern ook niet. De ik-voorstelling die wij hebben is eigenlijk een opeenvolging van enkelvoudige indrukken die helemaal niet op één moment zijn binnengekomen. Humes argument om het bestaan van zo'n "metafysisch ego" te ontkennen berust vooral op het gegeven dat, als een mens aan introspectie doet, hij wel vele zaken vindt zoals gevoelens en herinneringen, maar niets wat lijkt op zo'n ultiem "ik".

### Religieuze opvattingen
Hume was een agnosticus en sloot dus niet uit dat er een God bestond. In zijn Enquiry concerning Human Understanding analyseert hij de voorstelling van God als perfect wezen. Hij stelt dat de "orde van de natuur" het meest toonaangevende argument is dat door gelovigen wordt gebruikt om het bestaan van God te bewijzen. Hume trekt het bestaan van God niet in twijfel, maar hij gebruikt het argument om aan te tonen dat men niet zeker kan zijn dat God absoluut goed en vergevingsgezind is. Het enige bewijs dat men heeft van God is het bestaan van de wereld, en in de wereld is het kwade en de chaos aanwezig. En omdat we het bestaan van God enkel als oorzaak van de wereld kennen, mogen er geen kwaliteiten aan God gegeven worden die niet nodig waren om de wereld te scheppen. We kennen de oorzaak enkel door zijn gevolg, en dus mag de oorzaak enkel gezien worden met de attributen die het mogelijk maken om het gevolg te produceren. Hume zegt niet dat God niet perfect is, maar hij stelt dat die bewering enkel speculatief is en nooit bewezen kan worden. Omdat de taak van een filosoof volgens de auteur het oogsten van de rede is, moet er door hen geen belang geschonken worden aan het geloof in een perfecte God of het paradijs.
In een ander werk Gesprekken over Natuurlijke Religie toont hij zich als een ware scepticus onder het personage Philo. Philo beargumenteert dat de ontwerp-hypothese steunt op slecht redeneren (het analogie-argument) zowel als op slecht geloof (het antropomorfisme).

### Politieke ideologie
Velen beschouwen David Hume als een van de eerste filosofen van het conservatisme, naast de founding fathers van het conservatisme, Edmund Burke en Alexis de Tocqueville. Anderen zien een genuanceerde ideologie in Humes filosofie, en wel een combinatie van klassiek-liberalisme, waar hij een "aartsvader" van zou zijn, en een meer traditioneel conservatisme.

## Publicaties
- Traktaat over de menselijke natuur (1739-40). Vertaling van prof. dr. F.L. van Holthoon. Boom, 2020. ISBN 9789024433414

- 1739-40, A Treatise of Human Nature
- 1741-42, Essays, Moral, Political and Literary
- 1748, An Enquiry concerning Human Understanding
- 1751, An Enquiry concerning the Principles of Morals
- 1754-62, The History of England : in zes delen, dat honderd jaar lang het standaardwerk over de Britse geschiedenis zou blijven.
- 1779, Dialogues concerning Natural Religion

## In Nederlandse vertaling
- Het menselijk inzicht. Een onderzoek naar het denken van de mens, vert. Johan Kuin, 2002. ISBN 9053527834
- De uitgelezen Hume, vert. Patricia De Martelaere, Joost van Brussel en Ger Groot, 2004. ISBN 9077598014
- Gesprekken over de natuurlijke religie, vert. Ton Vink, 2005. ISBN 9055736023
- Traktaat over de menselijke natuur, vert. Frédéric Louis Holthoon, 2007. ISBN 9085061490
- Humanisme en Verlichting en de Postume Essays van David Hume, vert. Ton Vink, 2009. ISBN 9789055739707 (bevat: Mijn Leven, Over Zelfdoding, Over de Onsterfelijkheid van de Ziel)
- De natuurlijke geschiedenis van de religie, gevolgd door Over bijgeloof en enthousiasme, vert. Willem Lemmens en Walter Van Herck, 2011. ISBN 9086870805 (orig. 1999)